# Hercostomus disjectus
Hercostomus disjectus är en tvåvingeart som beskrevs av Charles Howard Curran 1926. Hercostomus disjectus ingår i släktet Hercostomus och familjen styltflugor.
Artens utbredningsområde är Tanzania. Inga underarter finns listade i Catalogue of Life.